# Michel Demeyre
Michel Demeyre, né le 3 juin 1957 à Wattrelos, est un coureur cycliste français. Il est professionnel de 1980 à 1982 au sein de l'équipe La Redoute-Motobécane. 

## Palmarès

### Amateurs
- Amateur
  - 1972-1979 : 15 victoires
- 1977
  - Trophée Picon
  - 3e du Circuit de la Vallée de l'Aa
- 1978
  - Paris-Barentin
  - Poly Nordiste
  - 3e du Circuit franco-belge
- 1979
  - 3e du Circuit franco-belge

### Professionnel
- 1980
  - 2e de Paris-Camembert
- 1981
  - 3e étape du Tour de l'Oise (contre-la-montre par équipes)
  - 3e de la Gullegem Koerse
- 1982
  - 2e des Boucles des Flandres